# Eckerd Tennis Open 1980
L'Eckerd Tennis Open 1980 è stato un torneo di tennis giocato sul cemento. È stata l'8ª edizione del torneo, che fa parte del WTA Tour 1980. Si è giocato a Tampa negli Stati Uniti, dal 10 al 16 novembre 1980.

## Campionesse

### Singolare
Andrea Jaeger ha battuto in finale  Tracy Austin per walkover

### Doppio
Rosemary Casals /  Candy Reynolds hanno battuto in finale  Anne Smith /  Paula Smith con il punteggio di 7–6, 7–5